# Агама бліда
Агама бліда (Trapelus pallidus) — представник роду рівнинних агам з родини агамових. Ма 1 підвид — Trapelus pallidus agnetae.

## Опис
Загальна довжина сягає 19 см, більше половини з яких становить тонкий хвіст. Має широку трикутну голову, довгі тонкі кінцівки та широкий сплощений тулуб. Таке поєднання рис надає цій агамі кілька «жабоподібний вигляд». За зовнішнім виглядом нагадує руїнну агаму, з якої полягає в близькій спорідненості. Спинна луска дуже дрібна, серед якої розташовані окремі великі щитки з розвиненими кілями. Горлова торба відсутня. У самців розвинений подвійний рядок преанальних пір. Забарвлення мінливе й залежить від місць мешкання. Для молодих агам характерний яскравий малюнок з поперечних темних смуг на тулубі та хвості, який з віком зникає. Дорослі агами одноколірні, палевого або жовтуватого забарвлення. З підвищенням температури колір стає блідішим. У дорослих самок в шлюбний період голова забарвлена у помаранчевий колір. 

## Спосіб життя
Полюбляє кам'янисті та щебнистих ділянки пустель й напівпустель з розрідженою рослинністю. Ховається серед каміння, у тріщинах. Харчується комахами.
Це яйцекладна ящірка. Самиця відкладає до 8 яєць.

## Розповсюдження
Мешкає у північному Єгипті, Ізраїлі, Йорданії, Сирії, Ірані та на півночі Аравійського півострова. 